# Hotchkiss Grégoire
L'Hotchkiss Grégoire est une voiture de luxe présentée en 1947 par l'ingénieur Jean Albert Grégoire  produite entre 1950 et 1954 par le constructeur automobile français Hotchkiss.

## Historique
L'Hotchkiss Grégoire est dérivée du prototype « R » présenté pour la première fois au salon de l'automobile de Paris en octobre 1947, sur le stand Grégoire.
L'Hotchkiss Grégoire fut exposée au Salon de l'Automobile de 1951. L'ingénieur avait encore réussi à convaincre : son prototype, la Grégoire R, aux solutions techniques très modernes (moteur 4 cylindres à plat, 4 roues indépendantes, suspension à flexibilité variable et châssis en aluminium) était aux antipodes des conceptions traditionnelles d'Hotchkiss. Le poids contenu et le Cx très favorables assuraient de bonnes performances et une consommation modérée : la voiture avait 15 ans d'avance sur son temps. Mais l'industrialisation s'avére coûteuse et difficile, et le prix de vente élevé oblige à l'arrêt de la fabrication après seulement 247 exemplaires (numéros de série de 500 à 747).
L'Hotchkiss-Grégoire a été produite en berline 4 portes, coupé et cabriolet 2 portes.

Hotchkiss-Grégoire
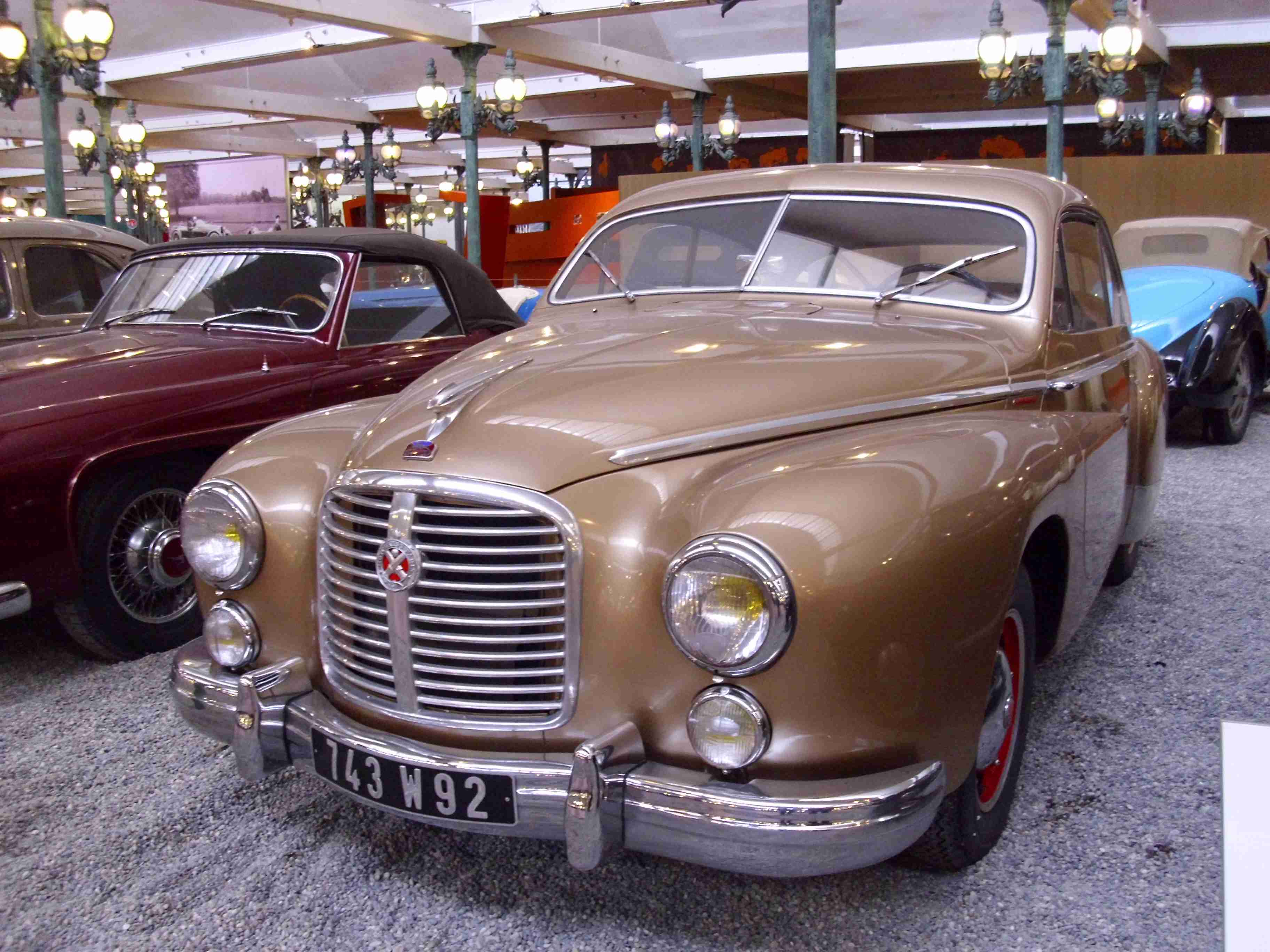
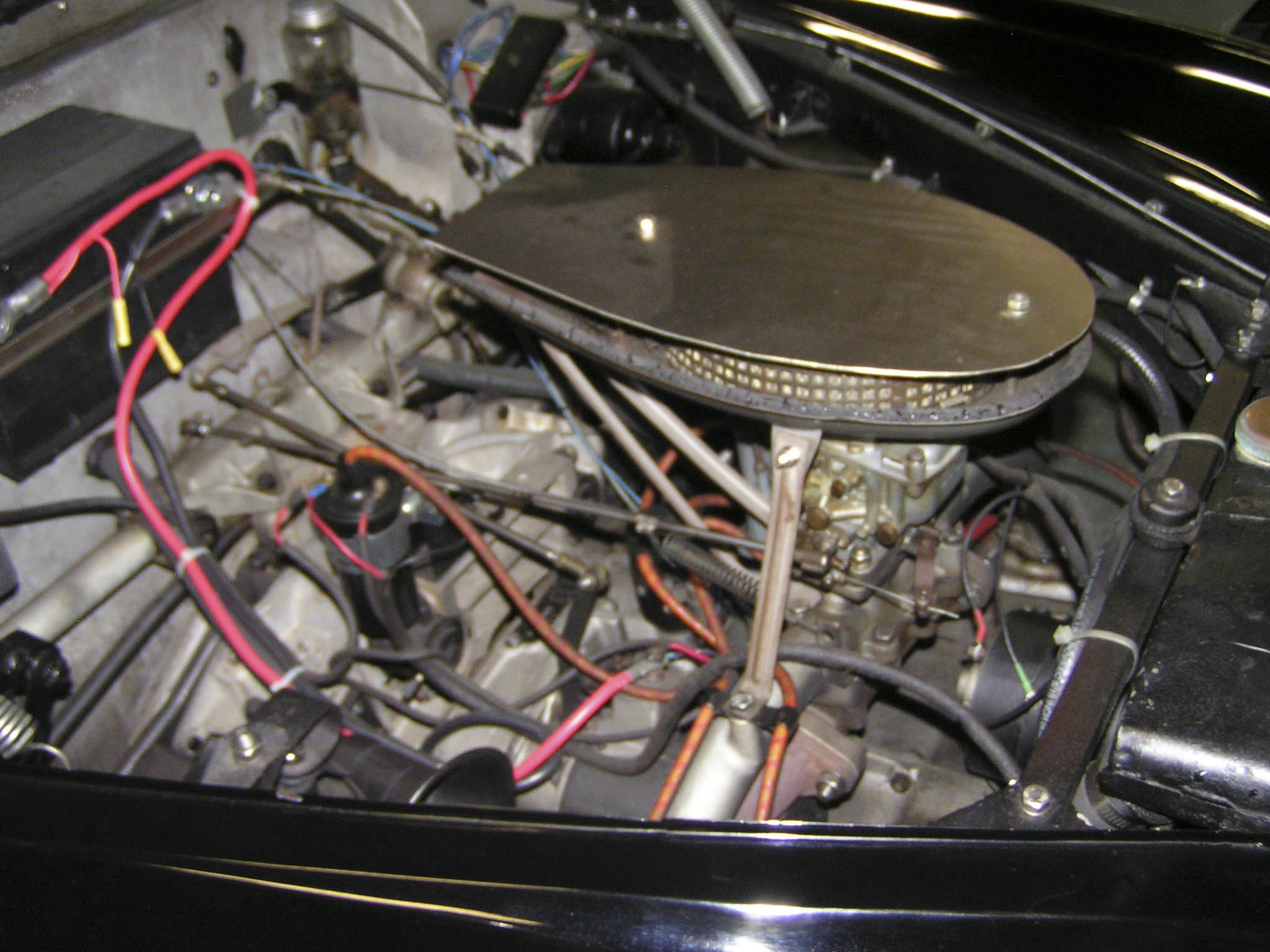
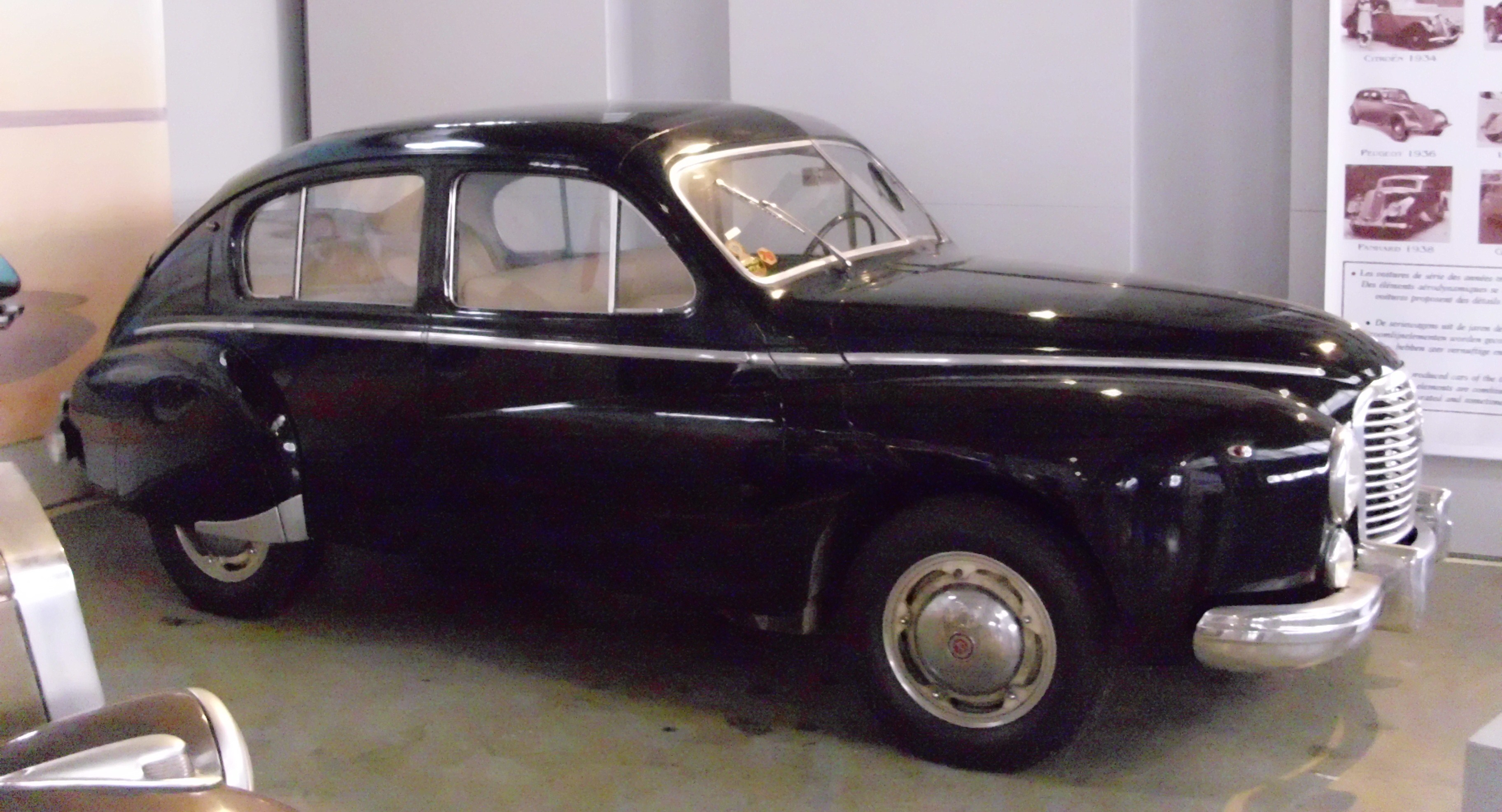
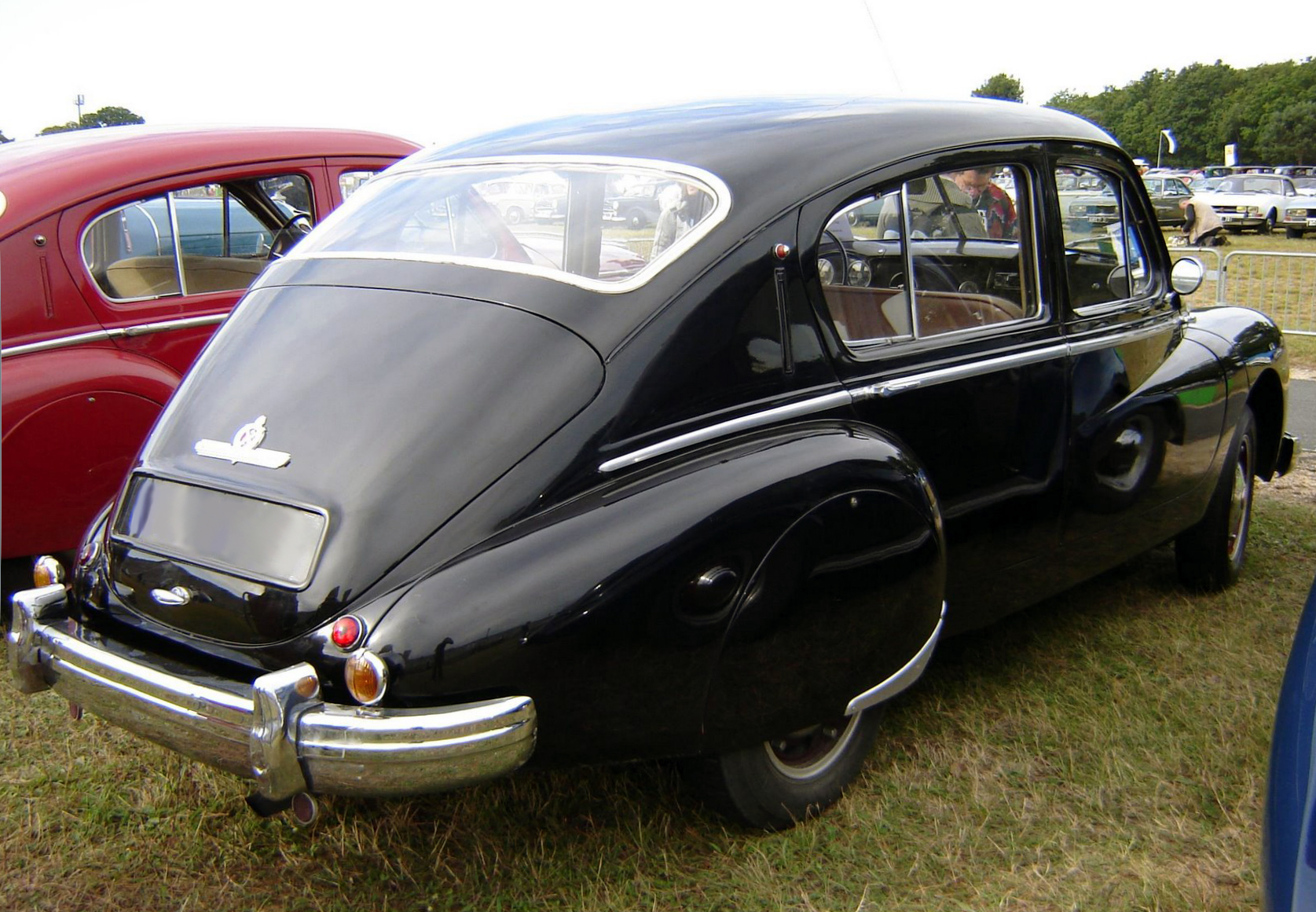